# Mölndals kontrakt

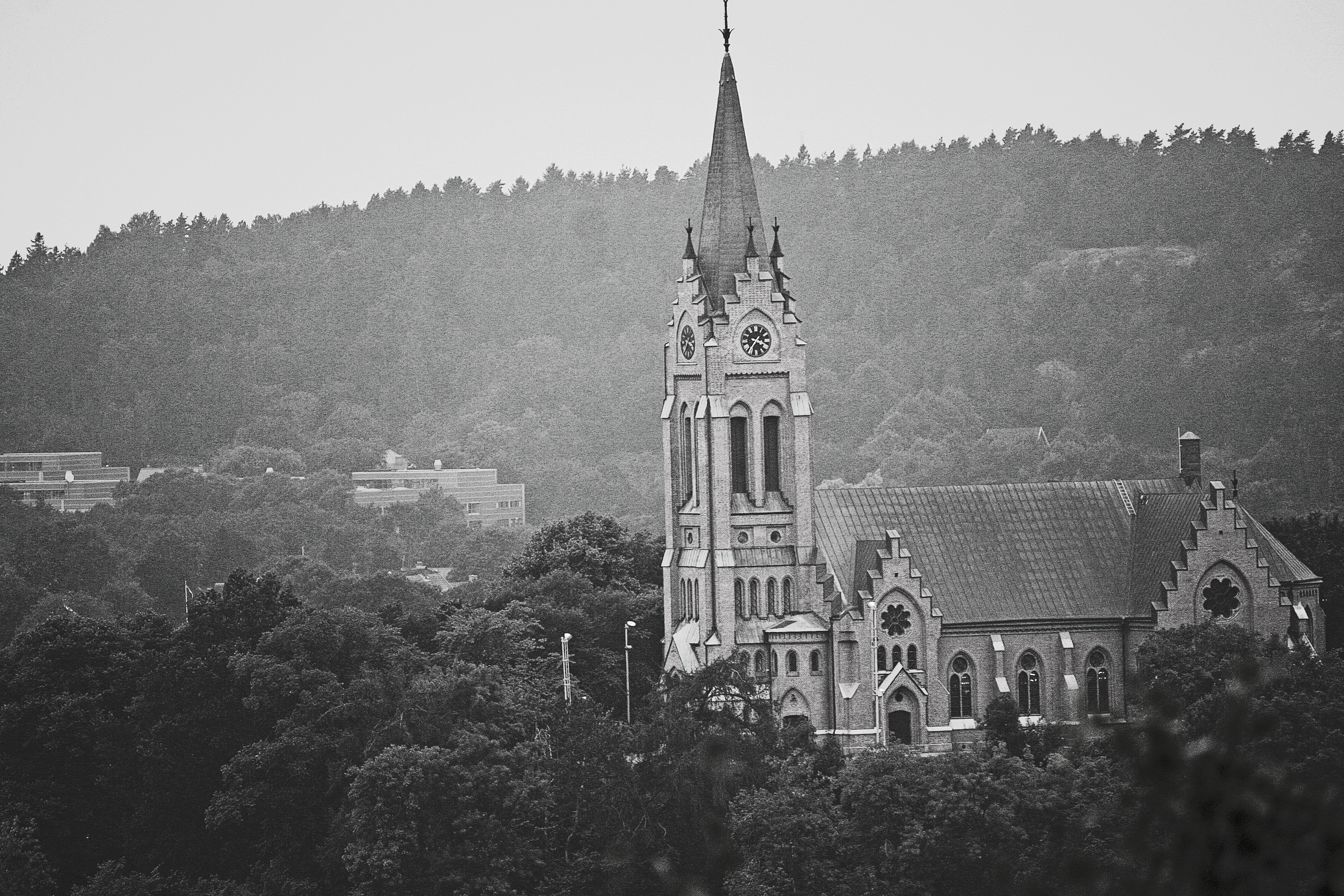
Fässbergs kyrka

Mölndals kontrakt var ett kontrakt i Göteborgs stift inom Svenska kyrkan. Kontrakten utökades 2020 och namnändrades då till Mölndals och Partille kontrakt
Kontraktskod är 0818.

## Administrativ historik
Kontraktet bildades 1 april 2007 av huvuddelen av Fässbergs kontrakt och omfattar 
- Fässbergs församling
- Kållereds församling
- Stensjöns församling
- Landvetters församling
- Härryda församling
- Lindome församling
- Partille församling som vid upplösningen övergick till Partille och Lerums kontrakt
- Råda församling
- Sävedalens församling som vid upplösningen övergick till Partille och Lerums kontrakt